# 張蒙恩
張蒙恩（英語：David Chang，1976年—），臺灣高雄市人，美國太平洋國際神學院神學博士，美國愛修園國際領袖學院榮譽博士，現為FIGHT.K教會其中一位使徒，並於多家公司企業擔任顧問和總監。張蒙恩至今已發表數本著作，常於亞洲各地教會、校園與企業演講，並曾受邀參加2014年美國總統早餐會。

## 簡歷
2018年6月13日，以建築首席設計師的身份代表FIGHT.K教會赴臺北參加2018年「建築園治獎」頒獎典禮領獎並進入總統府接受總統蔡英文接見。
2018年8月2日於美國豐收國際事工（Harvest International Ministry）特會中按立為使徒。
其妻子梁蓓禎代表信心希望聯盟參選2018年中華民國地方公職人員選舉第三屆高雄市議員第四選舉區（左營、楠梓區）。

## 著作
- 《其實，你也是超人》，臺北市：天恩出版社，2008年。ISBN 978-986-6876-69-1
- 《親愛的公主》，高雄市：格子外面文化，2011年。ISBN 978-986-85535-8-3
- 《親愛的公主2》，高雄市：格子外面文化，2012年。ISBN 978-986-87299-8-8
- 《親愛的王子》，高雄市：親愛的夢想社，2013年。ISBN 978-986-89180-0-9
- 《禮物》，高雄市：親愛的夢想社，2014年。ISBN 978-986-89180-1-6
- 《天國的鑰匙》，高雄市：親愛的夢想社，2016年。ISBN 978-986-89180-2-3 [9]
- 《天國的寶藏》，高雄市：親愛的夢想社，2018年。ISBN 978-986-89180-3-0 [10]

## 爭議
張蒙恩及其妻梁蓓禎曾發表言論公開支持曾經在1982年性侵犯幼女辛蒂·克萊米希爾(Cindy Clemishire)的羅伯特·莫里斯牧師，惹起強烈爭議。

## 外部連結
- 張蒙恩的Facebook專頁